# Rue Ernest-Psichari
La rue Ernest-Psichari est une voie située dans le quartier du Gros-Caillou du 7e arrondissement de Paris.

## Situation et accès
La rue Ernest-Psichari est desservie par la ligne 8 à la station La Tour-Maubourg.

## Origine du nom
Elle porte le nom d'Ernest Psichari (1883-1914), officier et écrivain, petit-fils d'Ernest Renan, mort au champ d'honneur.

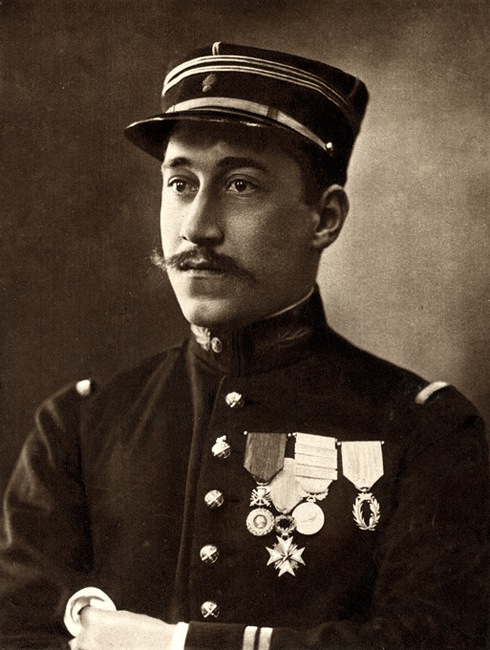
Ernest Psichari.

## Historique
Après la démolition en 1930 du Cirque Métropole, situé aux nos 18-20 de l'avenue de La Motte-Picquet, cette voie est ouverte en 1931-1932 sous le nom de rue Charles-Becq dans le prolongement de la cité du Général-Négrier. Elle prend en 1934 le nom de l'officier et écrivain Ernest Psichari (1883-1914) mort au champ d'honneur.

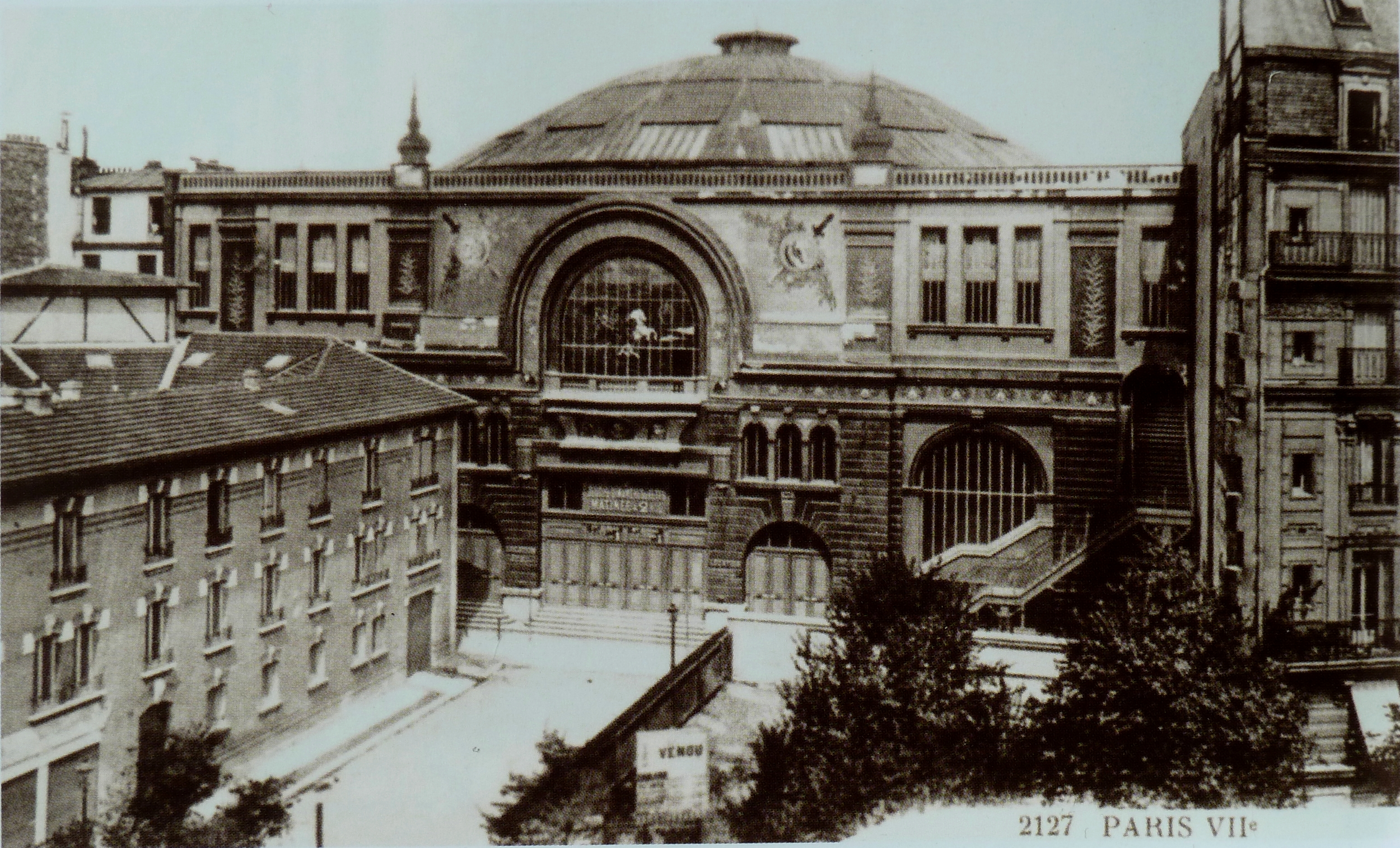
L'amorce de la rue depuis l'avenue de La Motte-Picquet avant la destruction du Cirque Métropole et le prolongement de la voie jusqu'à la cité du Général-Négrier.

## Bâtiments remarquables et lieux de mémoire
- no 6-8 : trois immeubles, dus à un architecte inconnu[2], semblent très inspirés des gratte-ciels de l’Art déco américain: puissantes verticales des travées de bow-windows et des montants verticaux en ressauts successifs, mosaïques polychromes aux motifs géométriques sur les allèges de certaines travées de fenêtres, formes géométriques des menuiseries métalliques des portes d’entrée, garde-corps des fenêtres[3].
- no 14 : plaque rappelant la première réunion de l'American Legion au cirque Métropole.

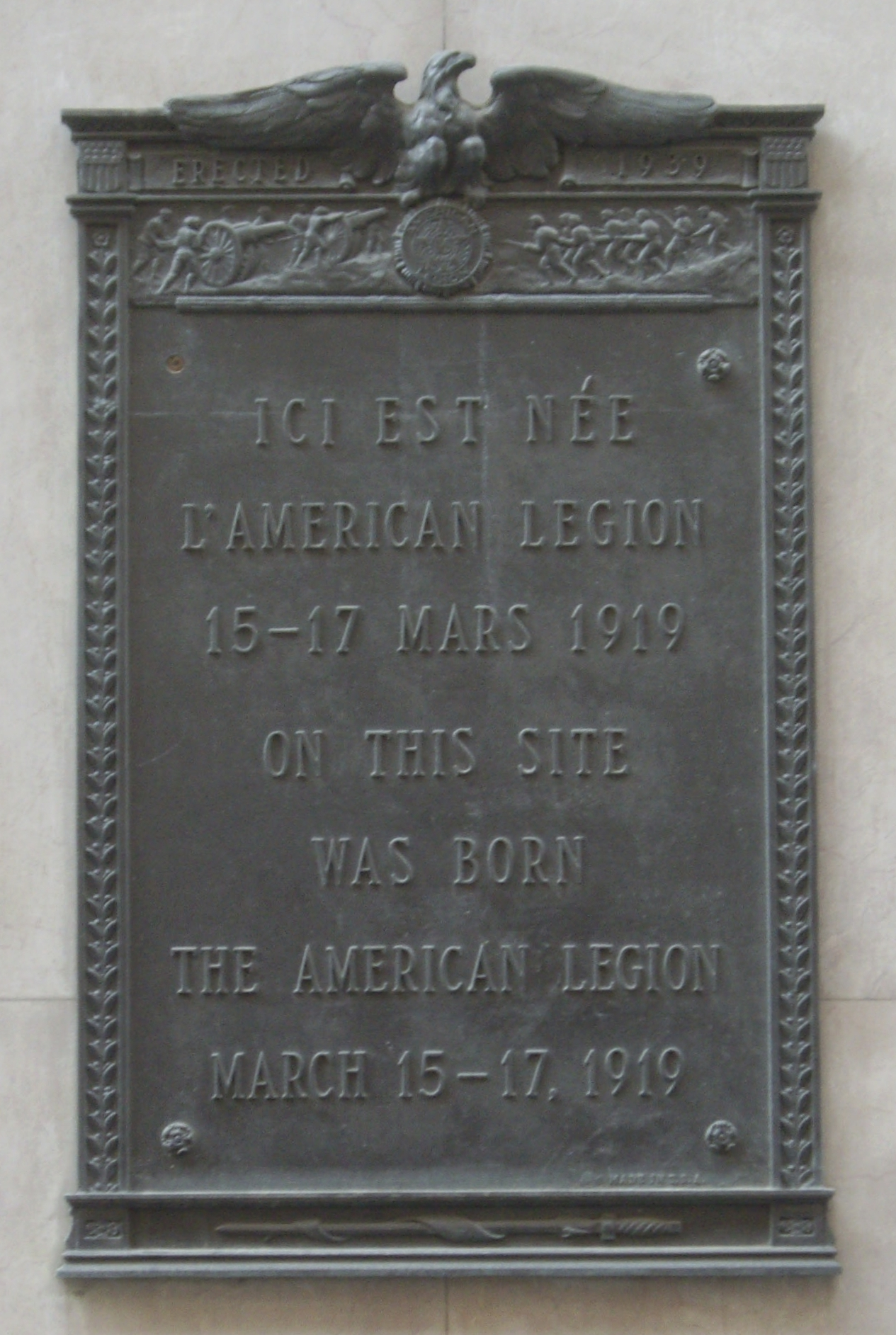
Plaque du no 14.
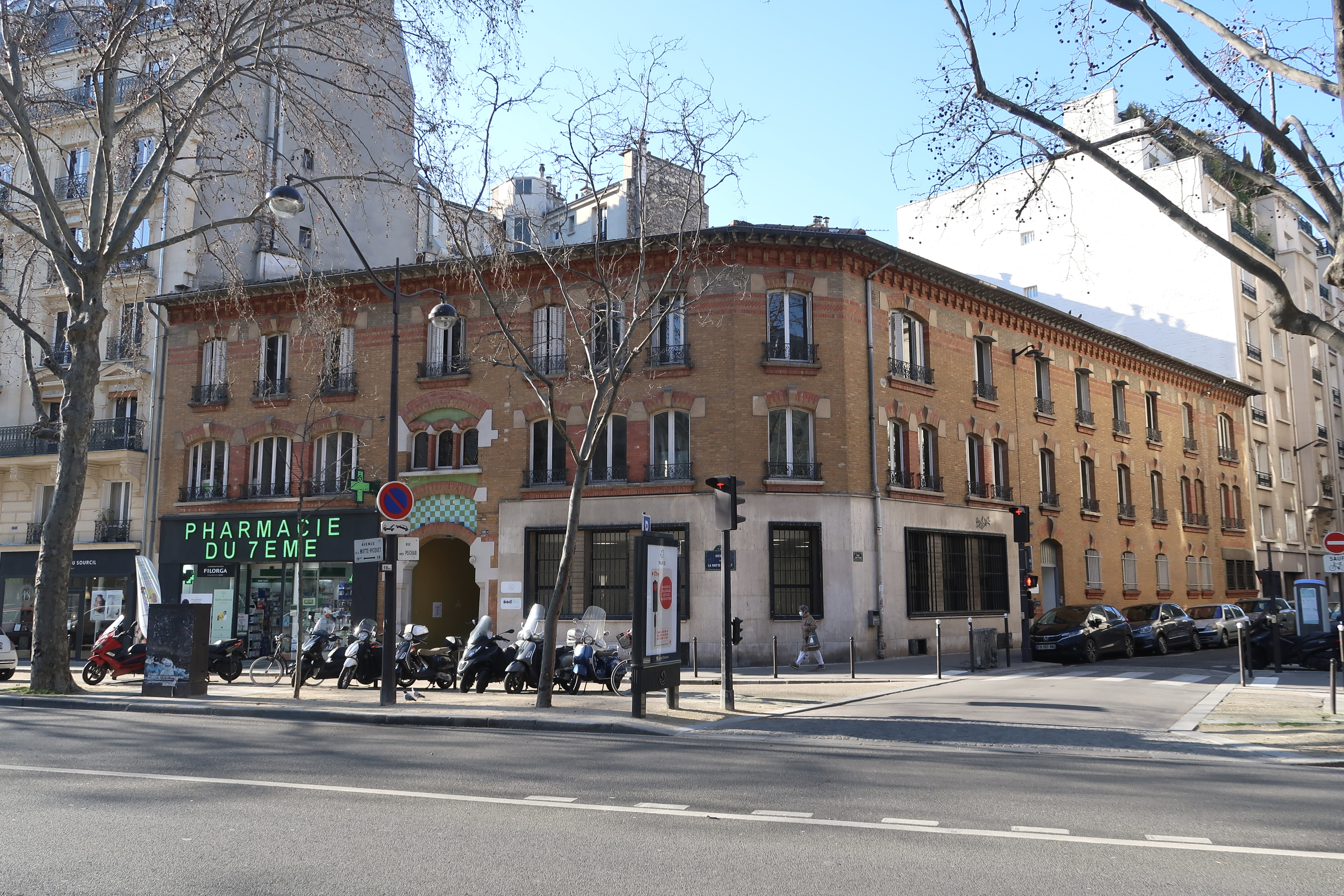
Au croisement avec l'avenue de La Motte-Picquet.